# Thomas Babington
Thomas Babington de Rothley Temple ( /ˈ b æ b ɪ ŋ t ən / ; 18 décembre 1758 - 21 novembre 1837) est un philanthrope et homme politique anglais. Il est membre de la Secte de Clapham, aux côtés d'abolitionnistes plus célèbres tels que William Wilberforce et Hannah More. Militant actif contre l'esclavage, il émet des réserves quant à la participation des associations féminines au mouvement .

## Jeunesse et éducation
Il est le fils aîné de Thomas Babington de Rothley Temple, Leicestershire, dont il hérite de Rothley et d'autres terres du Leicestershire en 1776. Il fait partie de la famille Babington. Il fait ses études à Rugby School et au St John's College de Cambridge  où il rencontre William Wilberforce et d'autres éminents militants anti-esclavagistes.

## Anti-esclavagisme et philanthropie
Babington est un chrétien évangélique aux moyens indépendants qui se consacre à un certain nombre de bonnes causes. Sa maison à Rothley Temple est régulièrement utilisée par Wilberforce et ses associés pour des réunions abolitionnistes, et c'est là que le projet de loi visant à abolir l'esclavage est rédigé. Il y a un mémorial en pierre pour commémorer cela sur la pelouse de Rothley qui existe encore aujourd'hui.
La base de Babington à Londres est le 17 Downing Street. Il partage l'usage de cette résidence avec son beau-frère, le général Colin Macaulay (en), également actif dans la cause abolitionniste .
En plus de son action anti-esclavagiste, il propose également de payer la moitié du coût de l'inoculation de la variole pour les habitants de Rothley en 1784-1785. Il crée une société amicale locale pour acheter du blé à vendre aux pauvres à un prix inférieur afin d'améliorer la vie et le régime alimentaire de ses ouvriers agricoles. Les fiducies qu'il a créées pour fournir des logements dans les villages locaux existent encore aujourd'hui. Il soutient les initiatives visant à étendre le droit de vote à davantage de personnes.
Il est haut shérif du Leicestershire en 1780 et député de Leicester de 1800 à 1818.

## Famille

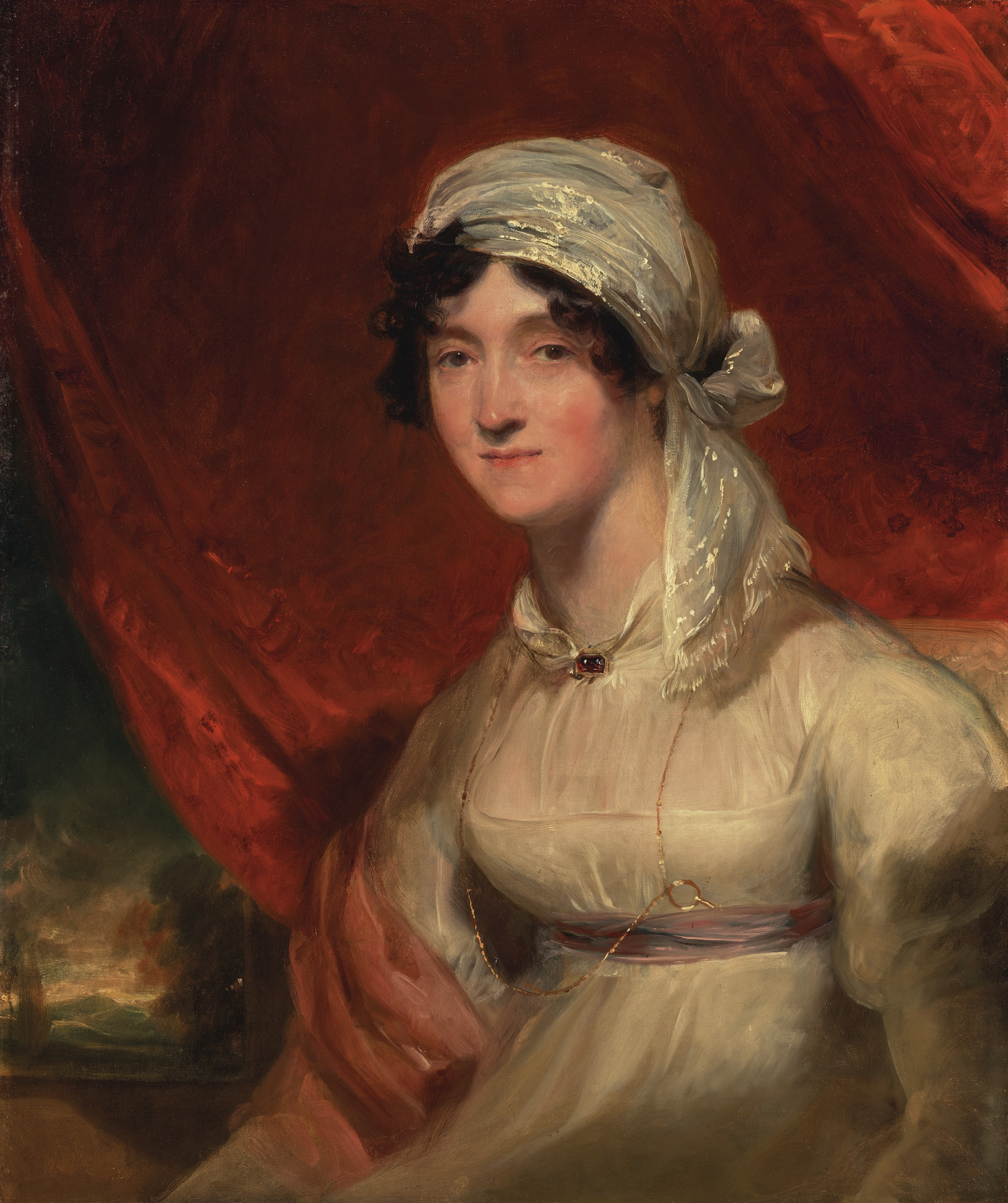
Jean Babington (Macaulay), par Sir Thomas Lawrence

Le 8 octobre 1787, Babington épouse Jean Macaulay, fille du révérend John Macaulay (1720-1789) de Cardross, Dumbartonshire. Jean vient d'une famille qui, comme Babington, est très impliquée dans le mouvement anti-esclavagiste. Elle a deux frères, Zachary Macaulay et le général Colin Macaulay. Thomas Babington Macaulay est le neveu de Jean. Thomas et Jean ont six fils et quatre filles :
- Thomas Gisborne Babington (1788–1871)
- John Babington (1791-? )
- Matthew Babington, juge de paix (1792– ? )
- George Gisborne Babington, FRCS (1794–1856)
- William Henry Babington, EICCS (1803–1867)
- Lieutenant Charles Roos Babington (1806–1826)
- Lydia Rose Babington
- Jean Babington (–1839)
- Mary Babington (1799–1858), épouse de Sir James Parker, vice-chancelier
- Margaret Anne Babington (–1819)

Babington est mort à Rothley Temple en 1837 à l'âge de 78 ans et est enterré dans la chapelle là-bas. Sa femme Jean décède le 21 septembre 1845.